# Resapamea
Resapamea är ett släkte av fjärilar som beskrevs av Zoltán Varga & László Aladár Ronkay, 1992. Resapamea ingår i familjen nattflyn, Noctuidae.

## Dottertaxa tillResapamea, i alfabetisk ordning[1][2]
- Resapamea alticola Ronkay & Varga, 1998
- Resapamea enargia Barnes & Benjamin, 1926
- Resapamea hedeni (Graeser, 1888), Töcknigt strandfly
  - Resapamea hedeni rhodochrea Varga & Ronkay, 1992
  - Resapamea hedeni takanensis Marumo, 1932
  - Resapamea hedeni vargai Hacker, 1988
- Resapamea innota Smith, 1908
- Resapamea megaleuca Varga & Ronkay, 1992
- Resapamea passer Guenée, 1852
- Resapamea tibeticola Varga & Ronkay, 1992
- Resapamea vaskeni Varga, 1979
  - Resapamea vaskeni kazbekiana Ronkay & Varga, 1985

## Bildgalleri

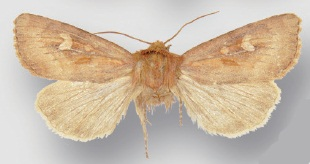
Töcknigt strandfly, Resapamea hedeni
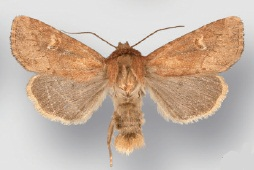
Resapamea innota
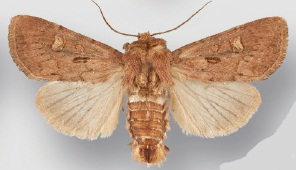
Resapamea passer